# シャルル＝エドゥアール・ブーティボンヌ
シャルル＝エドゥアール・ブーティボンヌ（Charles-Édouard Boutibonne、1816年7月8日 - 1897年2月7日）はフランスのアカデミック美術の画家である。フランス第二帝政の時代に活動し、ナポレオン3世など各国の王室の人物の肖像画や風俗画を描いた。

## 略歴
ペシュトでフランス人の両親のもとに生まれた。ウィーン美術アカデミーでフリードリヒ・フォン・アマーリングに学んだ後、1837年にパリに移り、アシル・ドゥヴェリア（1800年-1857年)とフランツ・ヴィンターハルター（1805年-1873年)のもとで修行した。
1839にウィーンに戻り、しばらく働き、1850年代の後半は2年ほどロンドンで働き、ヴィクトリア女王や王室のメンバーの肖像画を描いた。1856年と1857年のロンドンのロイヤル・アカデミー・オブ・アーツの展覧会に出展した。ナポレオン三世の支援を受け、ナポレオン三世や皇后ウジェニー・ド・モンティジョの肖像画を残している。これらの作品はイギリスのロイヤル・コレクションに収蔵されている。1860年代にはパリのサロンに毎回出展した。
1850年代の終わりからスイスのヴィルダースヴィルに住み、そこで亡くなった。

## 作品

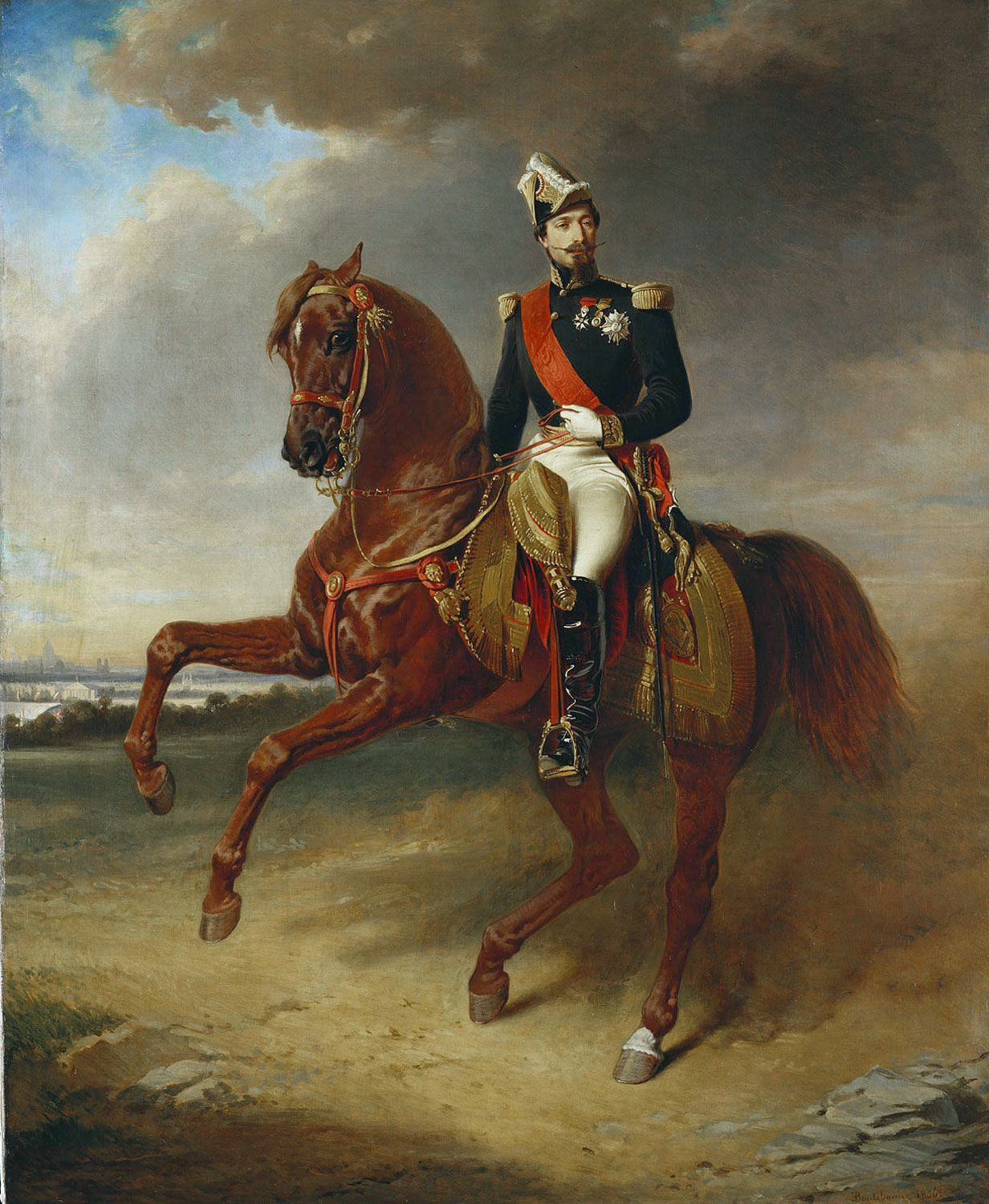
ナポレオン3世 (1856年)、ロイヤル・コレクション蔵
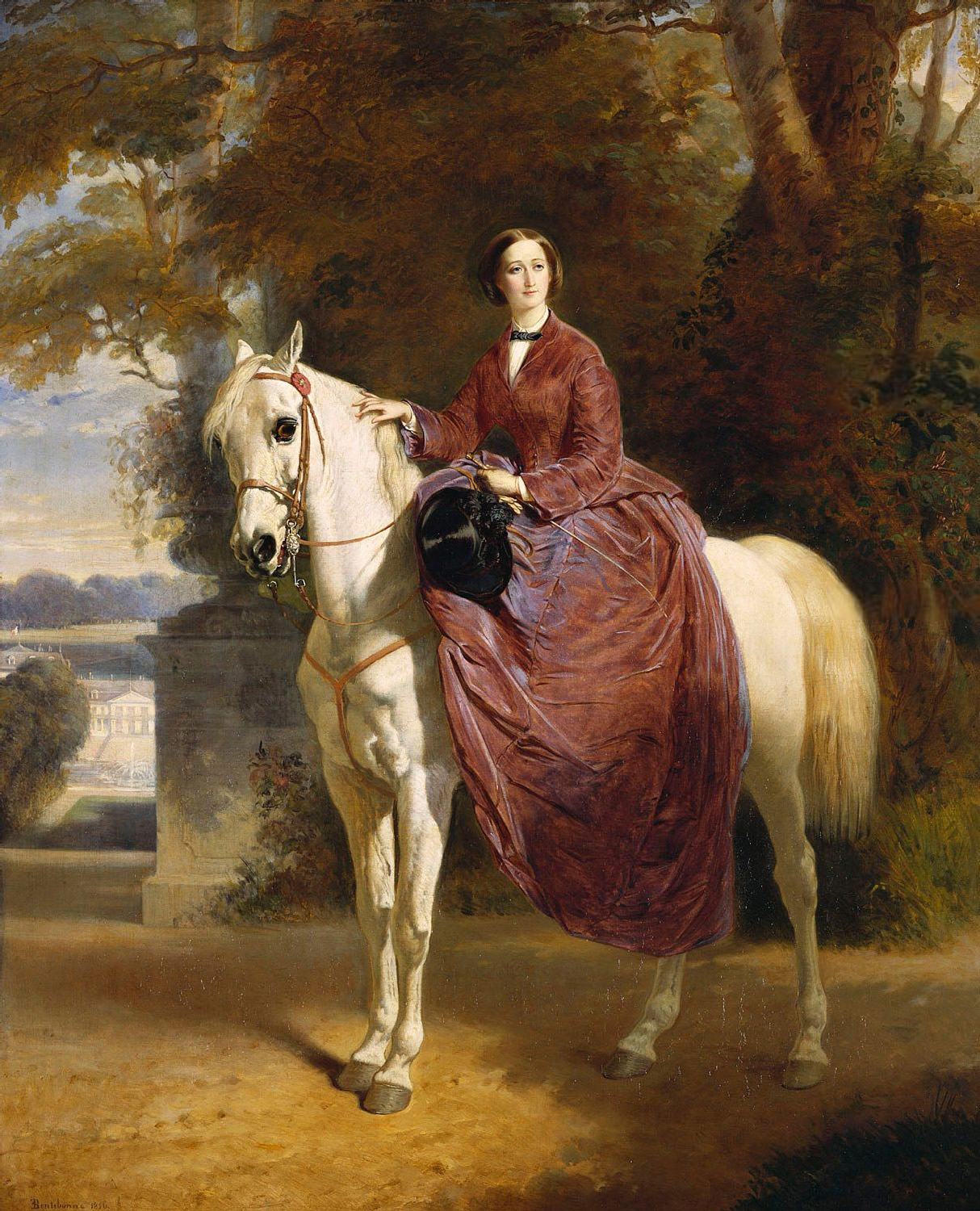
皇后ウジェニー・ド・モンティジョ、ロイヤル・コレクション蔵
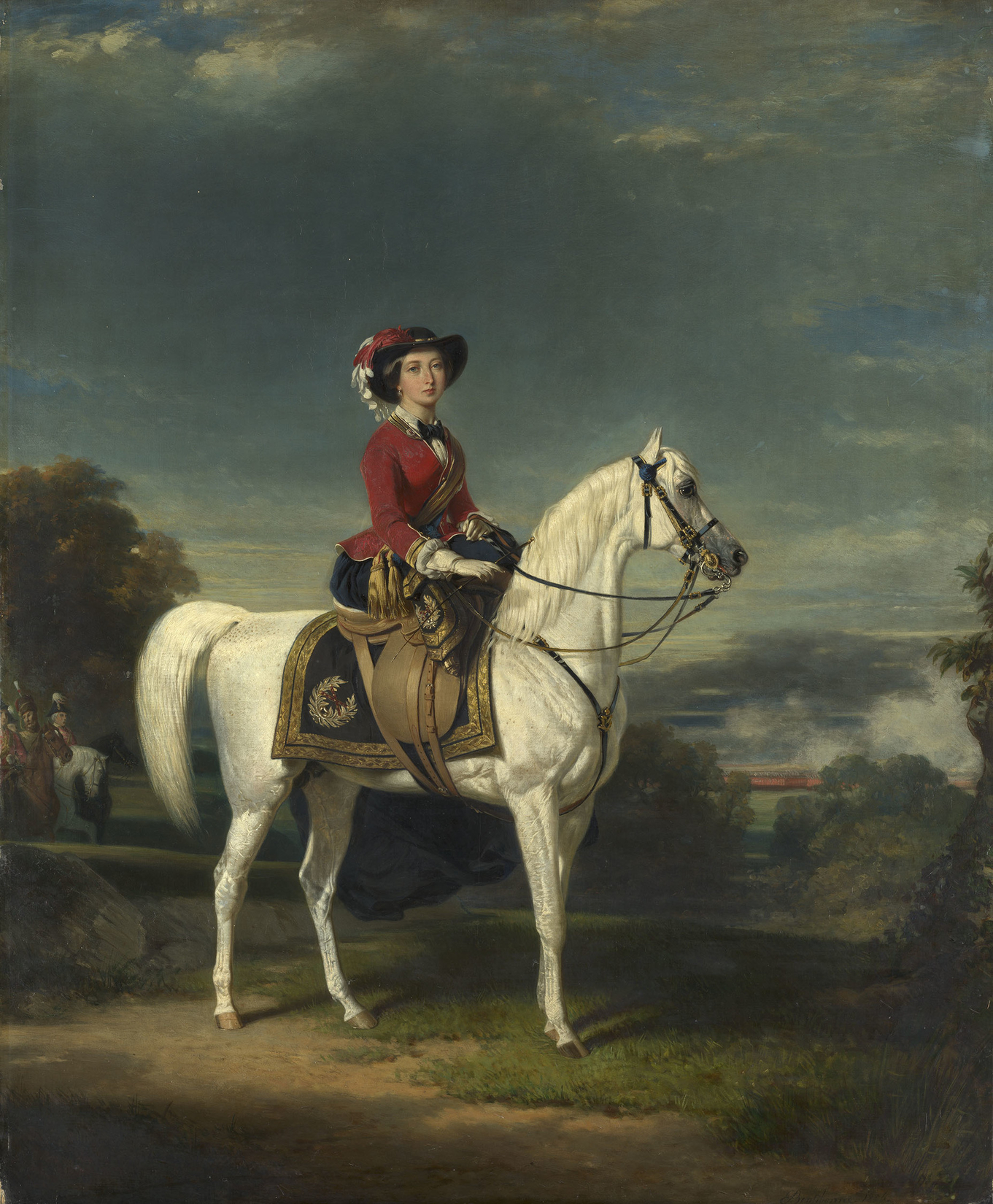
ヴィクトリア女王(1856)、ロイヤル・コレクション蔵
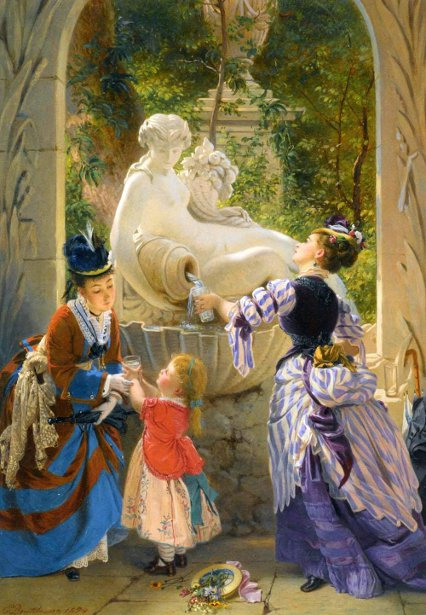
水飲み場で

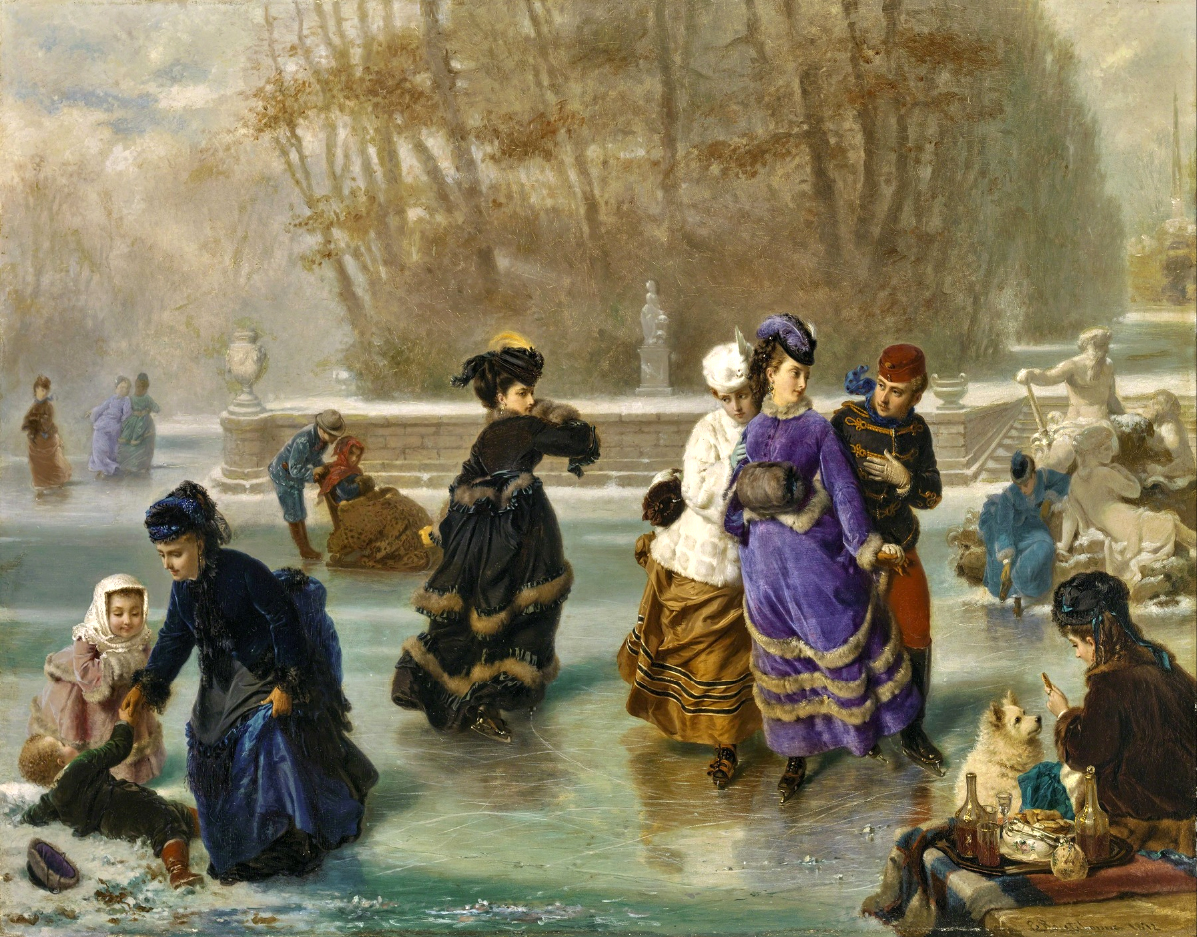
スケートする人々
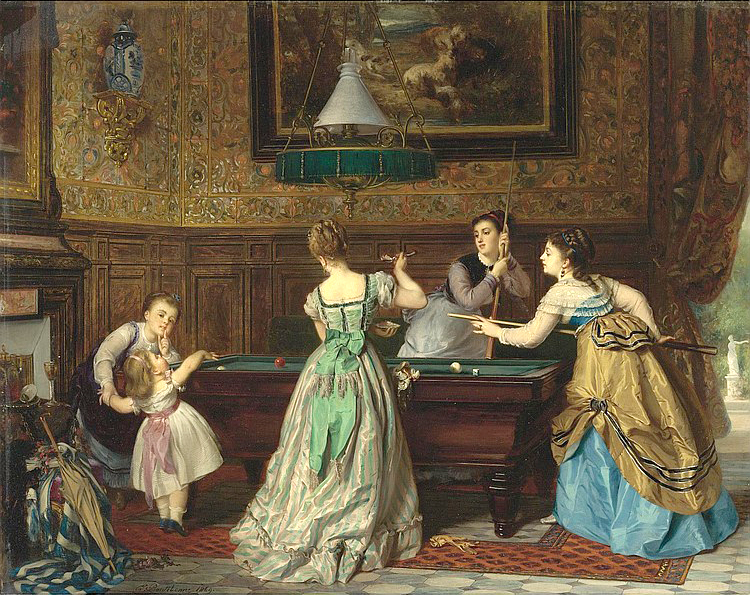
ビリヤードをする夫人たち
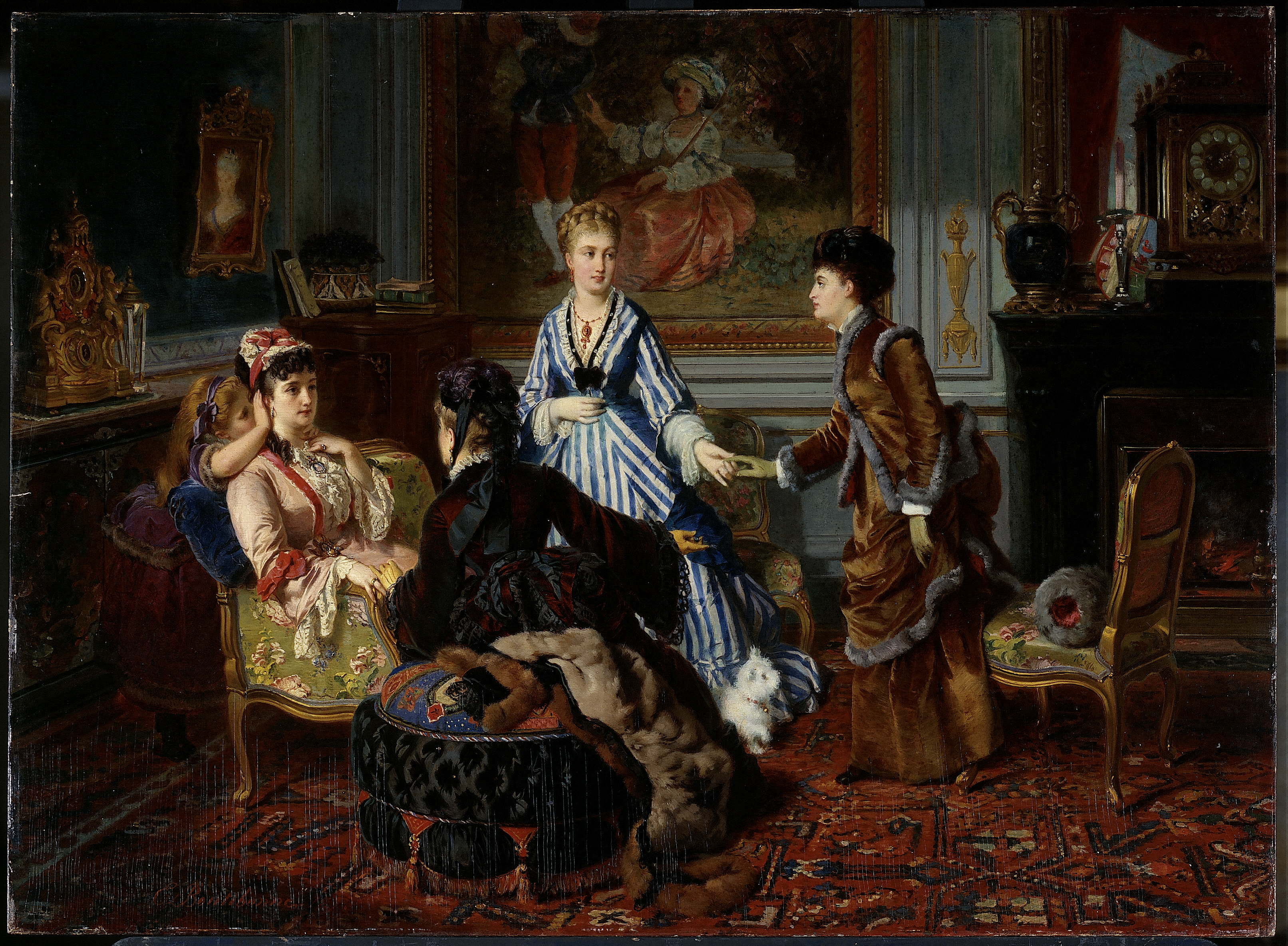
Le Jour de Madam